# Ekkr a mmi-s Umaziɣ
Kker a mmi-s Umaziɣ ("In piedi, figlio di Amazigh!") è un inno berbero composto da Mohand Idir Ait Amrane nel 1948 durante la guerra d'Algeria.

## Testo originale
Kker a mmis umazigh !
Itij nnegh yuli-d,
Atas aya g ur t zrigh,
A gma nnuba nnegh tezzi-d.
Azzel in-as i Massinisa:
Tamurt-is tukwi-d ass-a,
Win ur nebgh ad iqeddem,
Argaz seg-neɣ yif izem.
Argaz ssegnegh yif izem. In-as, in-as i Yugurta.
Araw-is ur t ttun ara.
ttar ines da t-id rren.
Ism-ls a t-id skeflen.
I Lkahina icawiyen.
Atin is ddam irgazen.
In-as ddin i gh-d ydja.
Di laâmer ur ten tett ara.
S umeslay nnegh an-nili.
Azekka ad yif idali.
Tamazight ad tegm ad ternu.
D-tagjdit bb wer nteddu.
Seg duran id tekka tighri.
S amennugh nedba tikli.
Tura ulac, ulac akukru.
An-nerrez wal'an-neknu.
Ledzayer tamurt âzizen.
Fell am an-efk idammen.
Igenni-m yeffegh it usigna.
Tafat im d-lhurriya.
Igider n tiggureg yufgen.
Siwd azul i watmaten.
Si Terga Zeggwaghen ɣer Siwa.
D-asif idammen a tarwa.

## Traduzione in italiano
In piedi, figlio di Amazigh!
Il nostro sole è sorto,
Molto tempo fa che non avevo visto,
Fratello, è venuto il nostro turno.
Corsi a raccontare a Massinissa:
Che il suo paese ora è sveglio,
Quanto a coloro che non si muovono,
Solo uno di noi vale più di un leone.
Dite, dite a Yugurtha:
I suoi figli non lo hanno dimenticato,
Essi lo vendicano,
Scavando il suo nome.
Una Kahina di Chaoui
Chi ha guidato gli uomini,
Di: il patto che ci ha lasciato,
Non dimenticheremo mai.
Noi viviamo con la nostra lingua,
Domani sarà meglio di ieri,
Il berbero crescerà e prospererà,
È il pilastro del progresso.
La chiamata è arrivata dalle montagne,
Abbiamo iniziato a combattere,
Ora, ora più esitazione,
Ci speziamo ma non ci pieghiamo.
Algeria amata,
Per te, diamo il nostro sangue,
Il tuo cielo è stato illuminato,
dal sole della libertà.
O falco, volo libero,
Accoglie con favore anche i nostri fratelli,
Dal canale rosso a Siwa,
I bambini, lo stesso sangue che ci unisce.